# Малебо
Мале́бо (англ. Pool Malebo) — озеро на реке Конго, предваряющее водопады Ливингстона ниже по течению. В доколониальные времена называлась озером Нкунда (англ. Lake Nkunda), также раньше носила имя Стэнли-Пул (англ. Stanley Pool) в честь Г. М. Стэнли.

## Описание

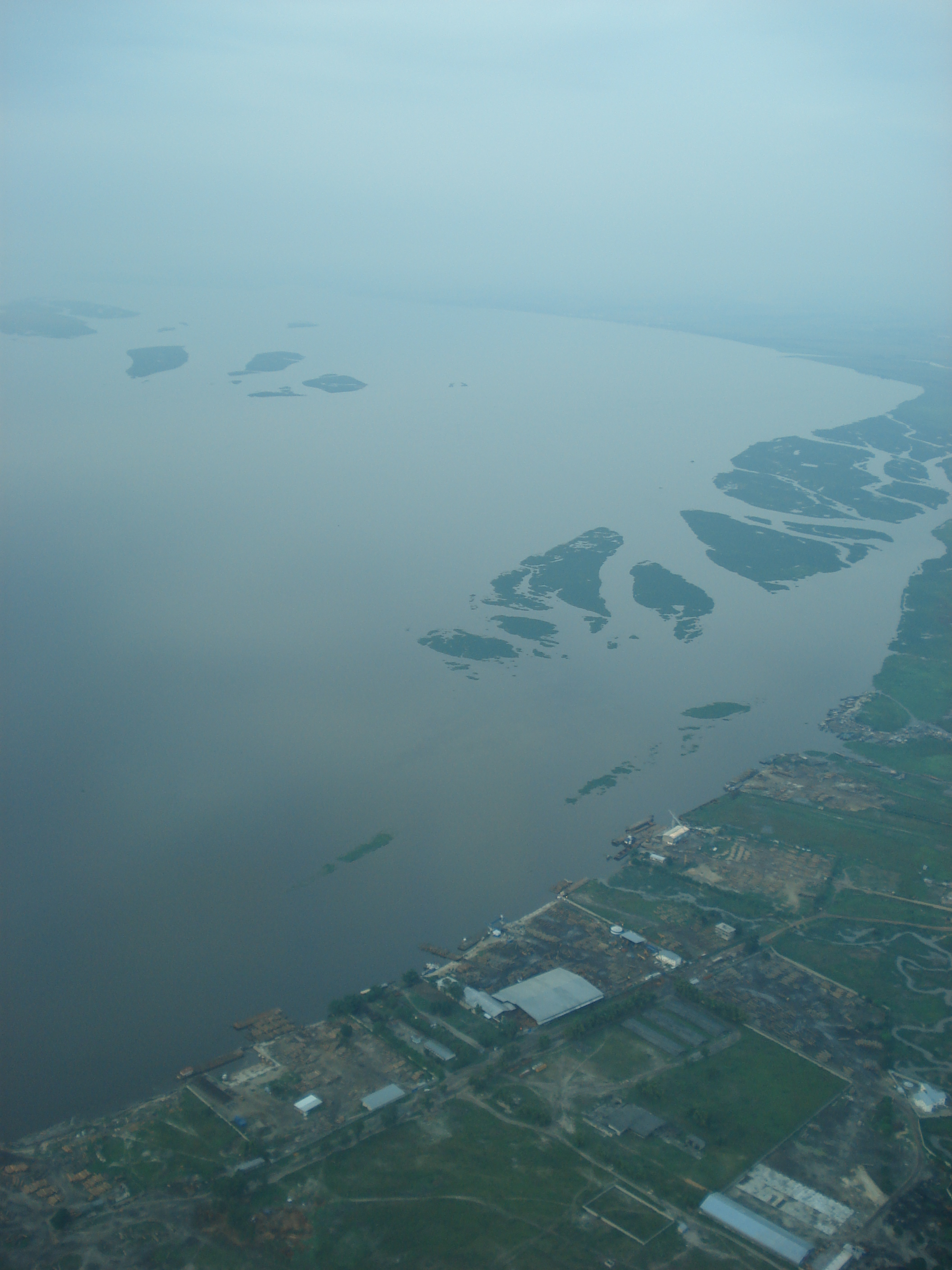
Вид с самолёта на озеро Малебо около Киншасы

Имеет длину 35 километров, ширину 23 км и общую площадь около 500 км². Её центральная часть занята островом Мбаму общей площадью 180 км², который принадлежит Республике Конго. Озеро имеет глубины от 3 до 10 метров, уровень воды может изменяться на 3 метра в течение года, в среднем оставаясь на высоте 272 метра над уровнем моря.
Озеро является началом судоходного участка Конго вверх по течению реки к городам Мбандака, Кисангани и Банги. Вниз по течению река Конго не судоходна — через систему порогов, известных как водопад Ливингстона, быстро опускается до уровня моря.

## Интересные факты
Столицы Республики Конго (Браззавиль) и Демократической Республики Конго (Киншаса) расположены на противоположных берегах озера Малебо. Это две ближайшие столицы в мире после Рима (Италия) и Ватикана.